# Reigersbos (Amsterdam)

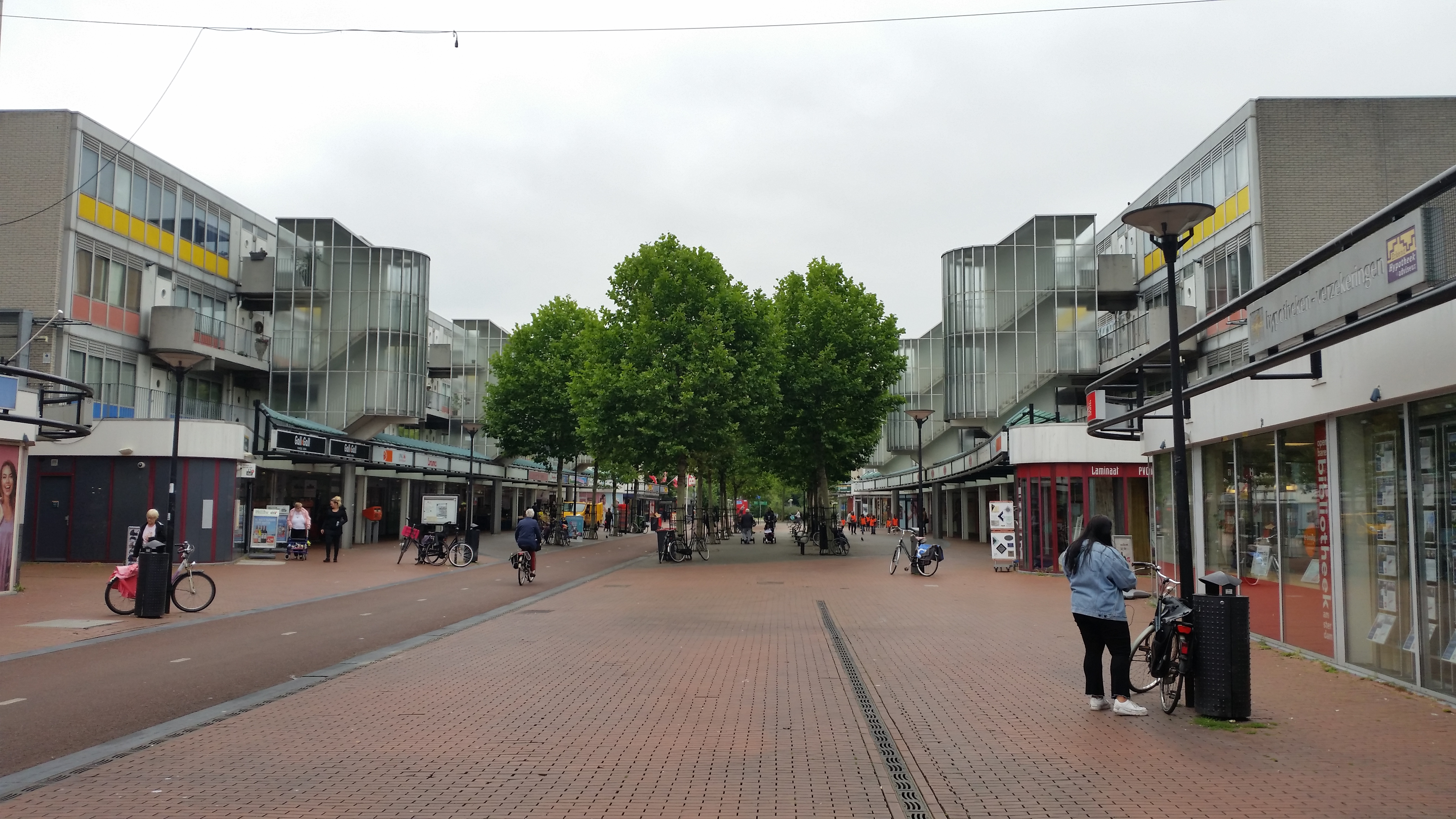
Reigersbos als straat (juli 2019)

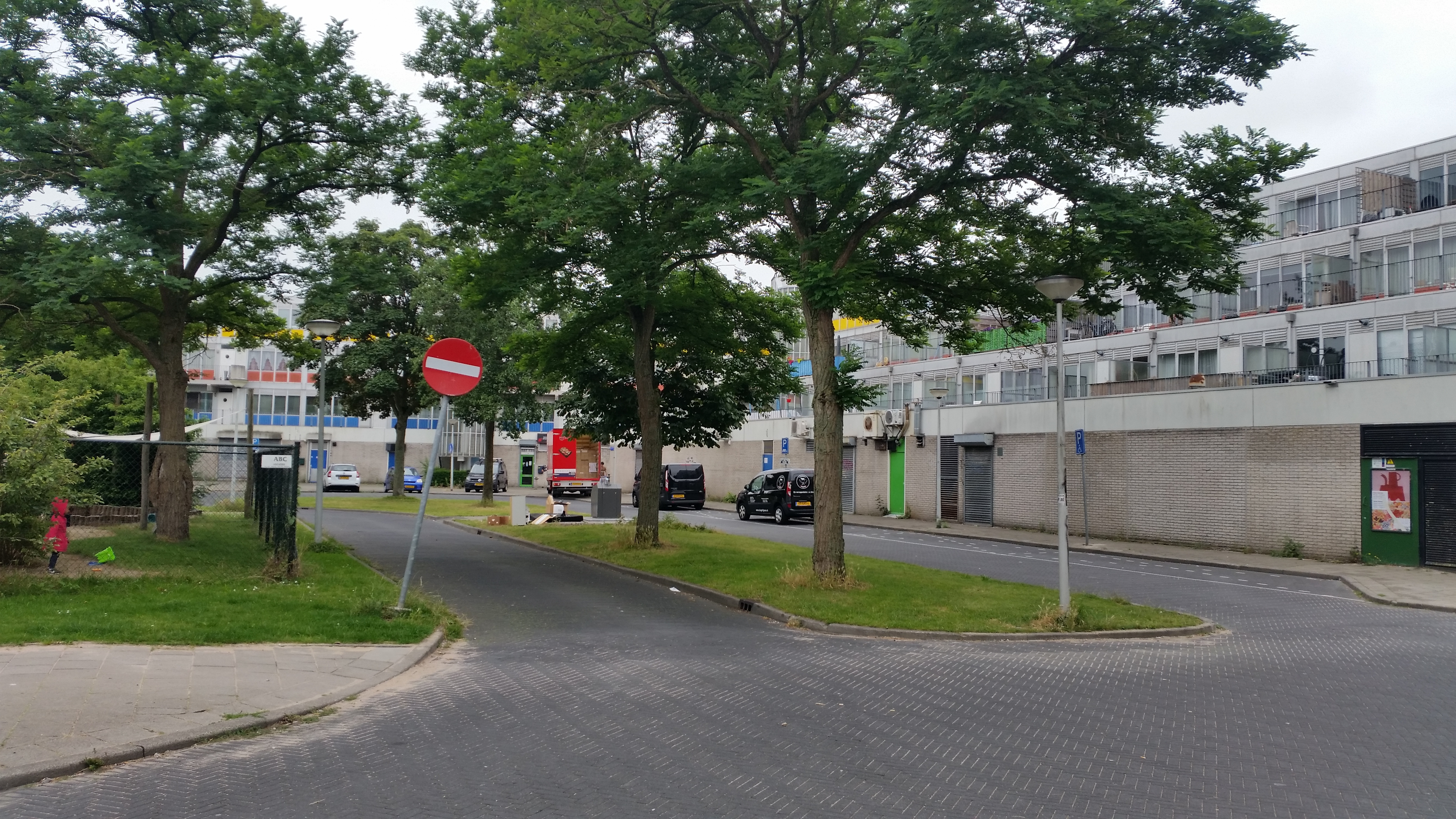
Reigersbos-Achterom (juli 2019)

Reigersbos is een onderdeel van de wijk Gaasperdam maar ook een straat in deze wijk in het Amsterdamse stadsdeel Zuidoost. De wijk is gelegen in het zuidwestelijke gedeelte van Gaasperdam en is onderverdeeld in Reigersbos I, Reigersbos II, Reigersbos III en Reigersbos IV. De wijk is voor een deel gebouwd in de Polder Gein en Gaasp en voor een ander deel in de Oost Bijlmerpolder. In het noorden grenst de wijk aan Holendrecht, in het zuiden aan de Hoge dijk, in het oosten aan de wijk Gein en in het westen aan de spoorlijn naar Utrecht.
De wijk is gebouwd en opgeleverd in de eerste helft van de jaren tachtig en bestaat uit middelhoogbouw in het midden en laagbouw aan de randen. Alleen rond het winkelcentrum bevindt zich enige hoogbouw, enkele kantoren en een bejaardentehuis. De straten zijn vernoemd naar plaatsen met de letters P, R, S en T in de provincies Overijssel, Gelderland, Utrecht, Zuid-Holland, Noord-Brabant en Limburg.

## Reigersbos (straat en winkelcentrum)
In het centrum van de wijk bij het metrostation Reigersbos is de straat Reigersbos, tevens het winkelcentrum van de wijk.

## Reigersbosdreef
Ten westen van het Reeuwijkplein en Renooiplein loopt evenwijdig aan Reigerbos de Reigersbosdreef die van de Meerkerkdreef in het noorden naar de Schoonhovendreef in het zuiden loopt. De Reigersbosdreef is een half-hoge weg met trappen naar het maaiveld behalve bij het viaduct onder het metrostation waar de aansluitingen op het winkelcentrum gelijkvloers zijn. Deze weg is bestemd voor het doorgaande autoverkeer en bus 47. De ventweg waaraan de woningen zijn gelegen heet de Tielstraat.
In maart 2022 werden 10 Iepen van de Nieuwezijds Voorburgwal, waar de bomen wegens onvoldoende ruimte niet konden worden gehandhaafd, verplaatst naar het Renooiplein langs de Reigersbosdreef.

## Reigersbosachterom
De doorgang van het Reigersbos naar het Ravenswaaipad en het plein ten zuiden van de metrobaan heeft de naam Reigersbosachterom. Daarnaast zijn er aan beide kanten van de metrobaan in totaal nog zeven doorgangen. Aan de zuidelijke doorgang tussen het Reigersbos en het Renooiplein bevindt zich sinds 29 juni 2019 een muurschildering gemaakt door Munir de Vries.

## Reigersbospad
Tot slot bestaat ook nog het Reigersbospad. Dit pad is echter voor het grootste deel niet in de wijk Reigersbos gelegen maar loopt vanaf het Anton de Komplein in de Bijlmermeer dwars door het Nelson Mandelapark en Brasapark waarna het pad na de kruising met de Meerkerkdreef overgaat in de Renswoudestraat en daarna uitkomt in Reigersbos. Het laatste stukje na de Snellerwaardgracht heet echter weer het Reigersbospad. Dit pad is uitsluitend bestemd voor voetgangers en (brom) fietsers.

## Reigersbos (Abcoude)
Ook in Abcoude bestaat er een straat met de naam Reigersbos, vlak bij De Derde Brug.

## Reigersbos (Verzorgingshuis)
In het centrum van Duivendrecht bestaat een verzorgingshuis met de naam, echter gespeld als "Reijgersbosch".

## Vernoeming
De wijk, straat, dreef, achterom en pad zijn op 25 juni 1975 met een raadsbesluit vernoemd naar een voormalige boerderij Reigersbos, die tot 1967 aan de Abcouderstraatweg bij de Zwetskade stond. Deze boerderij was weer vernoemd naar het Reyghersbosch, een voormalig bosgebied dat in de middeleeuwen lag op de plaats van Reigersbos ten noorden van Abcoude. De straat in Abcoude en het verzorgingshuis in Duivendrecht zijn eveneens naar deze boerderij vernoemd.
Het metrostation Reigersbos van de metro van Amsterdam ligt in deze wijk en is een halte van Metrolijn 50 en Metrolijn 54 en is ook naar de boerderij vernoemd.
 Abberdaan · Admiralenbuurt · Amstel III · Amsteldorp · Amstelkwartier · Andreas Ensemble · Apollobuurt · ArenAPoort · Bajeskwartier · Banne Buiksloot · Bedrijventerrein Sloterdijk · Bellamybuurt · Betondorp · Bijlmer · Binnenstad · Bloemenbuurt · Borgerbuurt · Borneo · Bos en Lommer · Buiksloot · Buiksloterham · Buikslotermeer · Buiteneiland · Buitenveldert · Bullewijk · Burgwallen Oude Zijde · Burgwallen Nieuwe Zijde · Centrum Amsterdam Noord · Centrumeiland · Chassébuurt · Chinatown · Cremerbuurt (Amsterdam) · Cruquius · Czaar Peterbuurt · Da Costabuurt · Dapperbuurt · De Aker · De Baarsjes · De Bongerd · De Eendracht · De Heining · De Krommert · De 9 Straatjes · De Omval · De Pijp · Diamantbuurt · Driemond · Disteldorp · Dubbele Buurt · Duivelseiland · Duvelshoek · Elzenhagen · Erasmusparkbuurt · Floradorp · Frederik Hendrikbuurt · Funenpark · Gaasperdam · Gein · Geuzenveld · Gibraltarbuurt · Gouden Reael · Gulden Winckelbuurt · Grachtengordel · Haarlemmerbuurt · Hallenkwartier · Haven-Stad · Haveneiland · Havenstraatterrein · Helmersbuurt · Het Funen · Holendrecht · Hoofddorppleinbuurt · Houthaven · IJ-oevers · IJburg · IJdock · IJplein · Indische Buurt · Jan Maijenbuurt · Java-eiland · Jeruzalem · Jeugdland ·Jodenbuurt · Jordaan · Julianapark · Kadijken · Kadoelen · Kattenburg · Kinkerbuurt · KNSM-eiland · Kolenkitbuurt · Kop van Jut · Van der Kunbuurt · Laan van Spartaan · Landlust · Landstrekenbuurt · Lastage · Leidsebuurt · Lutkemeer · Marathonbuurt · Marineterrein · Marken · Marktkwartier · Medisch Centrum Slotervaart · Mercatorbuurt · Middelveldsche Akerpolder · Molenwijk · Museumkwartier · Nellestein · Nieuw Sloten · Amsterdam Nieuw-West · Nieuwe Pijp · Nieuwendam · Nieuwendammerdijk en Buiksloterdijk · Nieuwendammerham · Nieuwezijde · Nieuwmarkt · Noorderhof · Noordoever Sloterplas · Noordse Bos · Olympisch Kwartier · Omval · Ookmeer · Oostelijk Havengebied · Oostelijke Eilanden · Oostelijke Handelskade · Oostenburg · Oosterdokseiland · Oosterparkbuurt · Oostoever Sloterplas · Oostpoort · Oostzanerwerf · Osdorp · Oud Osdorp · Oud-Oost · Oud-West · Oud-Zuid · Oude Pijp · Oudezijde · Overamstel · Overhoeks · Overtoombuurt · Overtoomse Buurt · Overtoomse Veld · Park Haagseweg · Park de Meer · Plan van Gool · Plan West · Plan Zuid · Planciusbuurt · Plantagebuurt · Postjesbuurt · Prinses Irenebuurt · Rapenburg · Reigersbos · Riekerpolder · Rieteilanden · Rietlanden · Rivierenbuurt · Robert Scottbuurt · Roeterseiland · Ruigoord · Schinkel (bedrijventerrein) · Schinkelbuurt · Science Park · Sloten · Sloterdijk · Sloterdijk-Centrum · Slotermeer · Slotervaart · Sluisbuurt · Spaarndammerbuurt · Spieringhorn · Sporenburg · Sportheldenbuurt · Staatsliedenbuurt · Stadionbuurt · Steigereiland · Strandeiland · Teleport · Transvaalbuurt · Trompbuurt · Tuindorp Buiksloot · Tuindorp Buiksloterham · Tuindorp Nieuwendam · Tuindorp Oostzaan · Tuttifruttidorp · Van Tijenbuurt · Uilenburg · Universiteitskwartier · Valkenburg · Van der Kunbuurt · Van der Pekbuurt · Van Lennepbuurt · Venserpolder · Vlooienburg · Vogelbuurt · Vogeldorp · Vogeltjeswei · Volewijck · Vondelparkbuurt · Vrije Geer · Waalseiland · Watergraafsmeer · Waterlandpleinbuurt · Waterwijk · Weesp · Weesperbuurt · Weespertrekvaartbuurt · Weesperzijde · Westelijke Eilanden · Westelijke Tuinsteden · Westerdokseiland · Westerpark · Westpoort · Willemspark · Wittenburg · Zeeburg · Zeeburgereiland · Zeeheldenbuurt · Zuidas · Zuideramstel